# Гільєрмо Ріверос
Гільєрмо Артуро Ріверос Конехерос (ісп. Guillermo Arturo Riveros Conejeros, 10 лютого 1902 — 8 жовтня 1959) — чилійський футболіст, що грав на позиції захисника за такі клуби як «Ла-Крус» (Вальпараїсо) та «Аудакс Італьяно», а також національну збірну Чилі. Помер 8 жовтня 1959 року на 58-му році життя.

## Клубна кар'єра
У дорослому футболі дебютував 1928 року виступами за команду клубу «Ла-Крус» (Вальпараїсо), в якій провів шість сезонів. 
1935 року перейшов до клубу «Аудакс Італьяно», за який відіграв 4 сезони.  Завершив професійну кар'єру футболіста виступами за команду «Аудакс Італьяно» у 1939 році.
| Дата       | Місто        | Господарі | Результат | Гості    | Турнір               | Голи | Примітки |
| ---------- | ------------ | --------- | --------- | -------- | -------------------- | ---- | -------- |
| 19-07-1930 | Монтевідео   | Франція   | 0 – 1     | Чилі     | Чемпіонат світу 1930 | -    |          |
| 06-01-1935 | Ліма         | Аргентина | 4 – 1     | Чилі     | Кубок Америки 1935   | -    |          |
| 18-01-1935 | Ліма         | Уругвай   | 2 – 1     | Чилі     | Кубок Америки 1935   | -    |          |
| 30-12-1936 | Буенос-Айрес | Аргентина | 2 – 1     | Чилі     | Кубок Америки 1937   | -    |          |
| 03-01-1937 | Буенос-Айрес | Бразилія  | 6 – 4     | Чилі     | Кубок Америки 1937   | 1    |          |
| 10-01-1937 | Буенос-Айрес | Уругвай   | 0 – 3     | Чилі     | Кубок Америки 1937   | -    |          |
| 17-01-1937 | Буенос-Айрес | Парагвай  | 3 – 2     | Чилі     | Кубок Америки 1937   | -    |          |
| 21-01-1937 | Буенос-Айрес | Перу      | 2 – 2     | Чилі     | Кубок Америки 1937   | -    |          |
| 15-01-1939 | Ліма         | Парагвай  | 5 – 1     | Чилі     | Кубок Америки 1939   | -    |          |
| 29-01-1939 | Ліма         | Уругвай   | 3 – 2     | Чилі     | Кубок Америки 1939   | -    |          |
| 05-02-1939 | Ліма         | Чилі      | 4 – 1     | Еквадор  | Кубок Америки 1939   | -    |          |
| 26-02-1939 | Сантьяго     | Чилі      | 4 – 2     | Парагвай | товариський матч     | -    |          |
| Усього     |              | Матчів    | 12        |          | Голів                | 1    |          |